# Arild Linneberg
Arild Linneberg, född 26 januari 1952 i Oslo, är en norsk litteraturvetare.
Linneberg utnämndes till lektor i litteraturvetenskap vid universitetet i Bergen 1985 och blev professor där 1992. Han intresserar sig särskilt för strukturalismen, Frankfurtskolan och nyare litteraturteori, samt räknas till Norges mest framstående Adorno-kännare. Åren 1980–1984 var han verksam inom ett forskningsprojekt om norsk litteraturkritik och utgav 1992 Norsk litteraturkritikks historie 1770–1940; bind 2: 1848–1870. Vidare är han medförfattare till flera litteraturvetenskapliga arbeten och har bland annat redigerat Strukturalisme i litteraturvitenskapen (1978) och publicerat essäsamlingen Bastardforsøk (1994).
Tillsammans med Vigdis Hjorth författade Linneberg underhållningsromanen Ubehaget i kulturen (1995), en satir över norskt kulturliv på 1990-talet. Han rönte uppmärksamhet med Far og barn i moderlandet (1997) och har forskat i förhållandet mellan juridik och litteratur (12 1/2 tale om litteratur og lov og rett, 2007). Tretten triste essays om krig og litteratur gavs ut 2001.
Som essäist, kritiker och litteraturvetare har Linneberg gärna uttryckt sig i en form som bryter mot rådande normer.